# Montjòu
Montjòus-la Palhita (en francès Montjoux) és un municipi francès situat al departament de la Droma i a la regió d'Alvèrnia-Roine-Alps. L'any 2007 tenia 312 habitants.

## Demografia

### Població
El 2007 la població de fet de Montjoux era de 312 persones. Hi havia 136 famílies de les quals 40 eren unipersonals (16 homes vivint sols i 24 dones vivint soles), 36 parelles sense fills, 52 parelles amb fills i 8 famílies monoparentals amb fills.
La població ha evolucionat segons el següent gràfic:
Habitants censats

### Habitatges
El 2007 hi havia 200 habitatges, 136 eren l'habitatge principal de la família i 64 eren segones residències. 190 eren cases i 10 eren apartaments. Dels 136 habitatges principals, 90 estaven ocupats pels seus propietaris, 34 estaven llogats i ocupats pels llogaters i 12 estaven cedits a títol gratuït; 1 tenia una cambra, 6 en tenien dues, 30 en tenien tres, 36 en tenien quatre i 63 en tenien cinc o més. 86 habitatges disposaven pel capbaix d'una plaça de pàrquing. A 56 habitatges hi havia un automòbil i a 68 n'hi havia dos o més.

### Piràmide de població
La piràmide de població per edats i sexe el 2009 era:
| Homes | Edats   | Dones |
| ----- | ------- | ----- |
| 0     | 95 o +  | 0     |
| 0     | 90 a 94 | 0     |
| 0     | 85 a 89 | 4     |
| 0     | 80 a 84 | 0     |
| 8     | 75 a 79 | 8     |
| 8     | 70 a 74 | 4     |
| 16    | 65 a 69 | 12    |
| 0     | 60 a 64 | 8     |
| 4     | 55 a 59 | 8     |
| 8     | 50 a 54 | 12    |
| 24    | 45 a 49 | 12    |
| 4     | 40 a 44 | 16    |
| 16    | 35 a 39 | 16    |
| 0     | 30 a 34 | 12    |
| 12    | 25 a 29 | 4     |
| 8     | 20 a 24 | 4     |
| 8     | 15 a 19 | 20    |
| 16    | 10 a 14 | 4     |
| 8     | 5 a 9   | 4     |
| 8     | 0 a 4   | 16    |

## Economia
El 2007 la població en edat de treballar era de 208 persones, 161 eren actives i 47 eren inactives. De les 161 persones actives 142 estaven ocupades (78 homes i 64 dones) i 19 estaven aturades (9 homes i 10 dones). De les 47 persones inactives 15 estaven jubilades, 18 estaven estudiant i 14 estaven classificades com a «altres inactius».

### Ingressos
El 2009 a Montjoux hi havia 126 unitats fiscals que integraven 302 persones, la mediana anual d'ingressos fiscals per persona era de 16.677 €.

### Activitats econòmiques
Dels 12 establiments que hi havia el 2007, 1 era d'una empresa alimentària, 2 d'empreses de fabricació d'altres productes industrials, 6 d'empreses de construcció, 2 d'empreses d'hostatgeria i restauració i 1 d'una empresa classificada com a «altres activitats de serveis».
Dels 6 establiments de servei als particulars que hi havia el 2009, 4 eren paletes, 1 guixaire pintor i 1 restaurant.
L'únic establiment comercial que hi havia el 2009 era una fleca.
L'any 2000 a Montjoux hi havia 16 explotacions agrícoles que ocupaven un total de 236 hectàrees.

## Equipaments sanitaris i escolars
El 2009 hi havia una escola elemental integrada dins d'un grup escolar amb les comunes properes formant una escola dispersa.

## Poblacions més properes
El següent diagrama mostra les poblacions més properes.